# Bettadamallenahalli, Nagamangala
Bettadamallenahalli là một làng thuộc tehsil Nagamangala, huyện Mandya, bang Karnataka, Ấn Độ.